# Zodariidae
Zodariidae Thorell, 1881 è una famiglia di ragni appartenente all'infraordine Araneomorphae.

## Etimologia
Il nome deriva dal greco ζῳδάριον, zodàrion cioè animaletto, insetto, per la somiglianza di questi ragni con le formiche, ed il suffisso -idae, che designa l'appartenenza ad una famiglia.

## Caratteristiche
Sono ragni di dimensioni da piccole a medie, da 2 a circa 20 millimetri, detti anche ragni-formica, per la forma e il comportamento simile a quelli di questi imenotteri.

## Comportamento
Oltre agli Zodariidae, anche altre famiglie di ragni sono di aspetto simili alle formiche e questo anche perché questi imenotteri costituiscono un'abbondante riserva di cibo e vale la pena di porre in atto tutte le strategie possibili per predarli con successo.
Gli Zodariidae hanno di speciale che, pur non essendo simili nell'aspetto alle formiche che predano, ne imitano in modo perfetto il comportamento, la qual cosa consente loro di entrare ed uscire dai formicai, pur con una certa circospezione. Infatti i loro nidi sono in prossimità di formicai e per evitare di essere scoperti ed uccisi dalle formiche, camminano anzitutto sulle tre paia di zampe posteriori e se, entrando nel formicaio, incontrano una formica, con il paio di zampe anteriori più sottili, toccano le antenne della formica, comportamento comune fra questi imenotteri per il riconoscimento reciproco. Se il ragno ha già catturato una formica e, uscendo dal formicaio ne incontra un'altra, gliela offre, proprio come farebbe una formica che porta una conspecifica morta all'esterno, quindi non desta alcun sospetto e riesce a portare la preda alla tana, in genere un piccolo cunicolo nel terreno.

## Distribuzione
Sono diffusi in America centrale e meridionale, in Europa, Asia centrale e Africa; in Giappone, India, Indocina e Indonesia, ad eccezione del Borneo; buona parte dei generi è diffusa in Australia.

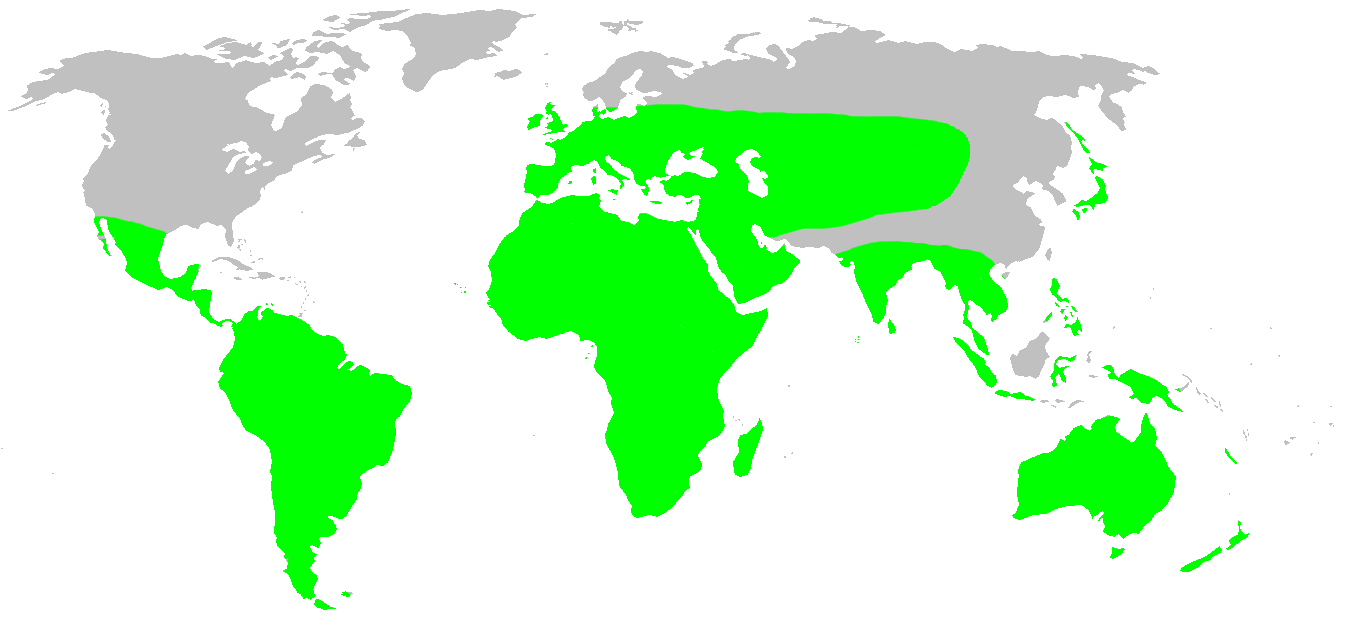
Zodariidae, distribuzione

## Tassonomia
Attualmente, a novembre 2020, si compone di 87 generi e 1175 specie e sono stati rinvenuti esemplari di quattro generi fossili. Per la suddivisione in sottofamiglie si segue la classificazione dell'entomologo Joel Hallan:

### Sottofamiglie e generi fossili
- Criptothelinae Jocqué & Henrard, 2015
- Cydrelinae Simon, 1893
  - Eocydrele Petrunkevitch, 1958 † (fossile)
- Cyriocteinae Jocqué, 1991
- Lachesaninae Jocqué, 1991
- Sterenomorphinae Simon, 1893
- Storeninae Simon, 1893
- Zodariinae Thorell, 1881
- incertae sedis
  - Adjutor Petrunkevitch, 1942 † (fossile)
  - Admissor Petrunkevitch, 1942 † (fossile)
  - Anniculus Petrunkevitch, 1942 † (fossile)

## Generi in ordine alfabetico
Di seguito l'elenco degli 87 generi di Zodariidae in ordine alfabetico:
1. Acanthinozodium Denis, 1966 - Marocco, Mauritania, Etiopia, Algeria, Camerun, Ciad
2. Akyttara Jocqué, 1987 - Kenya, Ruanda, Vietnam
3. Amphiledorus Jocqué & Bosmans, 2001 - Portogallo, Algeria, Spagna
4. Antillorena Jocqué, 1991 - Piccole Antille
5. Asceua Thorell, 1887 - Cina, India, Filippine, Vietnam, Cambogia
6. Aschema Jocqué, 1991 - Madagascar
7. Asteron Jocqué, 1991 - Nuovo Galles del Sud, Victoria, Queensland
8. Australutica Jocqué, 1995 - Australia meridionale, Queensland
9. Ballomma Jocqué & Henrard, 2015 - Sudafrica
10. Basasteron Baehr, 2003 - Isola Lord Howe (Oceano Indiano)
11. Caesetius Simon, 1893 - Africa meridionale, Malawi, Mozambico
12. Cambonilla Jocqué, 2019 - Cambogia, Laos
13. Capheris Simon, 1893 - Namibia, Sudafrica, Tanzania, India
14. Cavasteron Baehr & Jocqué, 2000 - Australia
15. Chariobas Simon, 1893 - Africa meridionale, Gabon, Congo, Etiopia
16. Chilumena Jocqué, 1995 - Australia occidentale, Territorio del Nord
17. Cicynethus Simon, 1910 - Africa meridionale, Namibia
18. Colima Jocqué & Baert, 2005 - Messico
19. Cryptothele L. Koch, 1872 - Asia sudorientale, Isole Samoa, India
20. Cybaeodamus Mello-Leitão, 1938 - Argentina, Cile, Perù, Uruguay
21. Cydrela Thorell, 1873 - Africa centrale, orientale e meridionale
22. Cyrioctea Simon, 1889 - Cile, Namibia, Sudafrica, Argentina
23. Diores Simon, 1893 - Africa meridionale, Kenya, Malawi, Congo
24. Dusmadiores Jocqué, 1987 - Togo, Nigeria, Costa d'Avorio
25. Epicratinus Jocqué & Baert, 2005 - Brasile, Guyana
26. Euasteron Baehr, 2003 - Australia
27. Euryeidon Dankittipakul & Jocqué, 2004 - Thailandia
28. Forsterella Jocqué, 1991 - Nuova Zelanda
29. Habronestes L. Koch, 1872 - Australia
30. Heliconilla Dankittipakul, Jocqué & Singtripop, 2012 - Thailandia, Vietnam, Malesia, Singapore
31. Heradida Simon, 1893 - Africa meridionale, Namibia
32. Heradion Dankittipakul & Jocqué, 2004 - Malaysia, Vietnam, Thailandia
33. Hermippus Simon, 1893 - Africa meridionale, Zimbabwe, Etiopia, India
34. Hetaerica Rainbow, 1916 - Australia occidentale, Queensland
35. Holasteron Baehr, 2004 - Australia
36. Ishania Chamberlin, 1925 - Messico, Honduras, Guatemala
37. Lachesana Strand, 1932 - Medio Oriente, Tunisia
38. Laminion Sankaran, Caleb & Sebastian, 2020 - India
39. Leprolochus Simon, 1893 - Brasile, Venezuela, Argentina
40. Leptasteron Baehr & Jocqué, 2001 - Australia occidentale, Nuovo Galles del Sud
41. Leviola Miller, 1970[3] - Angola
42. Lutica Marx, 1891 - India, USA
43. Malayozodarion Ono & Hashim, 2008 - Malaysia
44. Mallinella Strand, 1906 - Indonesia, Camerun
45. Mallinus Simon, 1893 - Tunisia, Africa meridionale
46. Masasteron Baehr, 2003 - Australia occidentale, Territorio del Nord, Queensland
47. Mastidiores Jocqué, 1987 - Kenya
48. Microdiores Jocqué, 1987 - Malawi
49. Minasteron Baehr & Jocqué, 2000 - Australia
50. Neostorena Rainbow, 1914 - Australia
51. Nostera Jocqué, 1991 - Queensland, Nuovo Galles del Sud
52. Nosterella Baehr & Jocqué, 2017 - Queensland, Nuovo Galles del Sud, isola di Lord Howe
53. Notasteron Baehr, 2001 - Australia
54. Omucukia Koçak & Kemal, 2008 - Madagascar
55. Palaestina O. P.-Cambridge, 1872 - Medio Oriente
56. Palfuria Simon, 1910 - Namibia, Tanzania, Mozambico, Zambia
57. Palindroma Jocqué & Henrard, 2015 - Tanzania, Repubblica Democratica del Congo, Malawi
58. Parazodarion Ovtchinnikov, Ahmad & Gurko, 2009 - Asia centrale
59. Pax Levy, 1990 - Israele, Libano, Giordania
60. Pentasteron Baehr & Jocqué, 2001 - Australia
61. Phenasteron Baehr & Jocqué, 2001 - Australia occidentale e meridionale, Victoria
62. Platnickia Jocqué, 1991 - Cile, Argentina, Isole Falkland
63. Procydrela Jocqué, 1999 - Africa meridionale
64. Psammoduon Jocqué, 1991 - Namibia, Sudafrica
65. Psammorygma Jocqué, 1991 - Africa meridionale, Namibia
66. Pseudasteron Jocqué & Baehr, 2001 - Queensland
67. Ranops Jocqué, 1991 - Namibia, Egitto, Israele, Zimbabwe
68. Rotundrela Jocqué, 1999 - Africa meridionale
69. Selamia Simon, 1873 - Algeria, Tunisia, Marocco
70. Spinasteron Baehr, 2003 - Australia occidentale, Territorio del Nord
71. Storena Walckenaer, 1805 - Indonesia, Australia, India
72. Storenomorpha Simon, 1884 - Myanmar, Laos, Vietnam, India
73. Storosa Jocqué, 1991 - Queensland, Australia occidentale
74. Subasteron Baehr & Jocqué, 2001 - Queensland
75. Suffascar Henrard & Jocqué, 2017 - Madagascar
76. Suffasia Jocqué, 1991 - Nepal, Sri Lanka, India
77. Suffrica Jocqué & Henrard, 2015 - Tanzania, Kenya
78. Systenoplacis Simon, 1907 - Kenya, Congo, Tanzania, Sudafrica, Camerun, Costa d'Avorio
79. Tenedos O. P.-Cambridge, 1897 - America meridionale
80. Thaumastochilus Simon, 1897 - Africa meridionale
81. Tropasteron Baehr, 2003 - Queensland
82. Tropizodium Jocqué & Churchill, 2005 - Isole Hawaii, Territorio del Nord (Australia)
83. Trygetus Simon, 1882 - Egitto, Israele, Gibuti, Marocco
84. Workmania Dankittipakul, Jocqué & Singtripop, 2012 - Malesia, Singapore, Thailandia, Borneo, Sumatra
85. Zillimata Jocqué, 1995 - Australia occidentale e meridionale, Queensland
86. Zodariellum Andreeva & Tyschchenko, 1968 - Asia centrale, Marocco, Libia, Etiopia
87. Zodarion Walckenaer, 1826 - Europa, Asia, Africa settentrionale